# Artur Neves Pina Monteiro
Artur Neves Pina Monteiro GCC • CvA • OA (Guarda, Vila Fernando, 1 de março de 1952) é um General do exército português. 
Ex-Chefe do Estado-Maior-General das Forças Armadas Portuguesas.

## Biografia
Está habilitado com o curso de Ciências Militares, Arma de Infantaria, da Academia Militar, os cursos curriculares de carreira, o curso de Estado-Maior e o curso superior de Comando e Direção do Instituto de Altos Estudos Militares. Possui ainda outros cursos de que se destacam o Infantry Officer Advanced Course, dos Estados Unidos, e o Curso de Estado-Maior do Brasil.
Ao longo da sua carreira, prestou serviço em várias unidades, estabelecimentos e órgãos do Exército, nomeadamente na Escola Prática de Infantaria, onde, como Subalterno e Capitão, desempenhou diversas funções de 1974 a 1985.
No Regimento de Infantaria de Ponta Delgada, Açores, como Capitão, desempenhou funções de 1978 a 1979.
No Gabinete do General Chefe do Estado-Maior do Exército (CEME), como Major, foi Ajudante de Campo, de 1986 a 1988, como Tenente-Coronel foi Adjunto do General CEME, de 1998 a 1999, e como Major-General foi Chefe de Gabinete de 2003 a 2006.
No Instituto de Altos Estudos Militares, foi Professor de Tática, de 1988 a 1989, Professor de Estratégia, de 1991 a 1996 e, em acumulação de funções, foi Adjunto do Ministro da Defesa Nacional para as Relações Externas de Defesa, de 1994 a 1995.
Como Tenente-Coronel, comandou o 2.º Batalhão de Infantaria Mecanizado da Brigada Mecanizada Independente, de 1997 a 1998, constituindo-se como Força Nacional Destacada no Teatro de Operações da Bósnia e Herzegovina.
Após a promoção a Coronel, foi colocado no SHAPE, em Mons, na Bélgica, onde desempenhou as funções de Chief Policy Section/Operations Division, do Comando Estratégico da OTAN, de 1999 a 2002.
No Gabinete do Chefe de Estado-Maior-General das Forças Armadas, foi Chefe de Gabinete, de dezembro de 2006 a abril de 2007.
Como Tenente-General, desempenhou as funções de Comandante Operacional das Forças Terrestres de 2007 a 2009. A partir de dezembro de 2009, exerceu o cargo de Chefe da Missão Militar Permanente junto da OTAN e da UE, na Bélgica.
Em 19 de dezembro de 2011, assumiu o cargo de Chefe de Estado-Maior do Exército (CEME), data em que foi promovido a General.
Da sua folha de serviços constam vinte e dois louvores, dos quais dois concedidos pelo Ministro da Defesa Nacional, dois concedidos pelo Chefe do Estado-Maior-General das Forças Armadas, sete concedidos pelo General Chefe de Estado-Maior do Exército, oito por Oficiais Generais e três concedidos por outras entidades militares. Das várias condecorações que recebeu, destacam-se os Graus de Cavaleiro e Oficial da Ordem Militar de São Bento de Avis, duas Medalhas de Ouro de Serviços Distintos, uma Medalha de Prata de Serviços Distintos com Palma, duas Medalhas de Prata de Serviços Distintos, as Medalhas de Mérito Militar de 2.ª e 3.ª Classe, a Medalha da Cruz de São Jorge, Mérito do EMGFA, de 1.ª Classe, uma de Medalha de D. Afonso Henriques, Mérito do Exército, de 1.ª Classe e duas de 2.ª Classe.
Foi nomeado Chefe do Estado-Maior-General das Forças Armadas de Portugal, em 7 de fevereiro de 2014, exercendo o mandato até 1 de março de 2018, data em que atingiu a idade de reforma (66 anos).
Foi agraciado ainda com a Medalha do Pacificador do Brasil, a Medalha Comemorativa da OTAN para a Bósnia e Herzegovina, a Medalha Comemorativa Francesa para a Bósnia e Herzegovina e a Ordre National de la Légion d'Honneur, grand officier, atribuída pelo Presidente da República de França.
É casado com Maria da Conceição Lourenço Pina Monteiro, tem um filho e uma filha.
É irmão do Sargento-Ajudante Joaquim Neves Pina Monteiro, que recebeu a Medalha da Força Interina das Nações Unidas no Líbano (FINUL), do Líbano, a 19 de janeiro de 2011.

### Condecorações[3][4]
- Cavaleiro da Ordem Militar de São Bento de Avis de Portugal (12 de março de 1987)
- Medalha do Pacificador do Brasil (11 de outubro de 1994)
- Medalha da Organização do Tratado do Atlântico Norte (OTAN) (16 de abril de 1999)
- Oficial da Ordem Militar de São Bento de Avis de Portugal (14 de maio de 1999)
- Medalha Comemorativa de França (17 de março de 2000)
- Grã-Cruz da Ordem Militar de Nosso Senhor Jesus Cristo de Portugal (28 de fevereiro de 2018)